# Zoë Tamerlis Lund
Zoë Tamerlis Lund, född 9 februari 1962 i New York, död 16 april 1999 i Paris, var en amerikansk musiker, fotomodell, skådespelare, författare och politisk aktivist. Hon är mest känd för sin medverkan i två filmer av Abel Ferrara: Ms. 45 och Bad Lieutenant.

## Biografi
Lund var delvis av grekisk härkomst och hade en svensk mor, skulptören Barbara Lekberg.
Lund debuterade i Abel Ferraras rape and revenge-film Ms. 45 1981. Hon var bara 17 år gammal när filmen kom till. Drygt tio år senare skrev hon tillsammans med Ferrara manus till filmen Bad Lieutenant, i vilken hon har en mindre roll och spelar mot Harvey Keitel. Lund regisserade även kortfilmen Hot Ticket.
Lund var en ivrig förespråkare för droger och kritiserade statens försök att kontrollera narkotikahandeln. Hennes eget drogberoende förblev emellertid hemligt. Lund avled den 16 april 1999 av hjärtsvikt, orsakad av kokainmissbruk. Vid sin död höll Lund på med ett manus till en film om supermodellen Gia Carangi.

## Filmografi
| Film       | Film                 | Film                 | Film                           |
| År         | Film                 | Roll                 | Anmärkningar                   |
| ---------- | -------------------- | -------------------- | ------------------------------ |
| 1981       | Ms. 45               | Thana                |                                |
| 1984       | Special Effects      | Andrea Wilcox/Elaine |                                |
| 1984       | Terror in the Aisles | Thana                | Dokumentärfilm                 |
| 1989       | The Houseguest       | Marla                |                                |
| 1989       | Exquisite Corpses    | Belinda Maloney      |                                |
| 1992       | Bad Lieutenant       | Zoe                  |                                |
| 1993       | Hot Ticket           |                      |                                |
| 1994       | Handgun              | Zelda                |                                |
| 1994       | Dreamland            | Caroline             |                                |
| Television |                      |                      |                                |
| År         | Titel                | Roll                 | Anmärkningar                   |
| 1985       | Miami Vice           | Miranda              | 1 avsnitt ("The Prodigal Son") |
| 1988       | Hothouse             | Chickie              | 7 episodes                     |